# Новодонской
Новодонско́й — хутор в Целинском районе Ростовской области.
Входит в состав Среднеегорлыкского сельского поселения.

## Население
| 2010 |
| ---- |
| 0    |

## Улицы
На хуторе имеются две улицы — Новодонская и Чичерина.